# Nowa Wieś Ostródzka
Nowa Wieś Ostródzka (deutsch Neudorf) ist ein Ort in der polnischen Woiwodschaft Ermland-Masuren. Er gehört zur Gmina Olsztynek (Stadt- und Landgemeinde Hohenstein) im Powiat Olsztyński (Kreis Allenstein).

## Geographische Lage
Nowa Wieś Ostródzka liegt am Nordufer des Mühlen-Sees (polnisch Jezioro Mielno) im südlichen Westen der Woiwodschaft Ermland-Masuren, 28 Kilometer südöstlich der einstigen Kreisstadt Osterode in Ostpreußen (polnisch Ostróda) bzw. 32 Kilometer südwestlich der heutigen Kreismetropole Olsztyn (deutsch Allenstein).

## Geschichte
Der kleine Ort Neudorf wurde 1849 als Abbau vom Gut Seewalde (polnisch Zybułtowo) gegründet und wurde 1861 eine selbständige Gemeinde. Eichberg (polnisch Dębowa Góra) war bis 1945 ein integrierter Ortsteil.
Aufgrund der Bestimmungen des Versailler Vertrags stimmte die Bevölkerung in den Volksabstimmungen in Ost- und Westpreußen am 11. Juli 1920 über die weitere staatliche Zugehörigkeit zu Ostpreußen (und damit zu Deutschland) oder den Anschluss an Polen ab. In Neudorf stimmten 160 Einwohner für den Verbleib bei Ostpreußen, auf Polen entfielen keine Stimmen.
Ab 1931 wird Neudorf als Landgemeinde im Amtsbezirk Seewalde im Kreis Osterode in Ostpreußen geführt. 1933 zählte die Gemeinde 147 Einwohner, 1939 sind es 137.
In Kriegsfolge kam Neudorf 1945 mit dem gesamten südlichen Ostpreußen zu Polen. Das Dorf erhielt die polnische Namensform „Nowa Wieś Ostródzka“ und ist heute in die Gmina Olsztynek (Stadt- und Landgemeinde Hohenstein) im Powiat Olsztyński (Kreis Allenstein) eingegliedert, bis 1998 der Woiwodschaft Olsztyn, seither der Woiwodschaft Ermland-Masuren zugehörig. Im Jahre 2011 zählte Nowa Wieś Ostródzka 77 Einwohner.

## Kirche
Bis 1945 war Neudorf in die evangelische Kirche Mühlen (Ostpreußen) in der Kirchenprovinz Ostpreußen der Kirche der Altpreußischen Union sowie in die römisch-katholische Kirche Thurau (polnisch Turowo) im Bistum Ermland eingepfarrt. Heute gehört Nowa Wieś Ostródzka katholischerseits zur St.-Johannes-der-Täufer-Kirche Mielno im jetzigen Erzbistum Ermland, evangelischerseits zur Kirche Olsztynek (Hohenstein), einer Filialkirche der Pfarrei Olsztyn (Allenstein) in der Diözese Masuren der Evangelisch-Augsburgischen Kirche in Polen.

## Verkehr
Nowa Wieś Ostródzka liegt südlich der Woiwodschaftsstraße 537 und ist über den Abzweig in Dębowa Góra (Eichberg) auf direktem Wege zu erreichen. Eine Bahnanbindung besteht nicht.